# Інтердівчинка (фільм)
«Інтердівчинка» (рос. «Интердевочка») — радянсько-шведський художній фільм Петра Тодоровського за однойменною повістю Володимира Куніна. Один з найпопулярніших фільмів часів перебудови та лідер радянського прокату 1989 року.

## Сюжет
Шведський клієнт валютної повії і одночасно медсестри з Ленінграду Тетяни Зайцевої несподівано робить їй пропозицію руки і серця. Після чергової бесіди в міліції вона з радісною звісткою повертається додому до матері, яка думає, що її дочка лишень медсестра. Таня не приховує, що вона виходить заміж не за коханням, а тому що хоче мати квартиру, машину, гроші і мріє «побачити світ своїми очима». В розмові з матір'ю вона доводить, що проституція властива всім професіям: «всі продають себе». Однак матір і уявити собі не може, що Тетяна торгує собою в прямому сенсі слова.
Колишній клієнт, а тепер наречений Тані Ед Ларсен (в книзі Едуард Ларсен) — це перепустка Тані до західного світу мрій. Проте на її шляху встає радянська бюрократія: для виїзду до Швеції Тані необхідні довідки. Найважчою ціною їй дістається довідка від батька, якого вона не бачила вже 20 років. Він вимагає три тисячі карбованців — величезні гроші на ті часи. Тані доводиться знову зайнятися проституцією, щоб добути ці гроші.
Швеція дуже швидко надокучає героїні. Єдиним про́духом для неї стає російський водій-далекобійник, який працює в «Совтрансавто», через якого вона пересилає подарунки своїй мамі в Ленінград. Шведські «друзі» ні на мить не забувають, як заробляла Таня в СРСР. Ед дійсно кохає свою дружину, але постійно робить зауваження з приводу її звичок. Таня — абсолютно чужа в незнайомому світі. Вона мріє відвідати свою матір. Тим часом подруга-повія повідомляє Тані телефоном, що в СРСР на неї заведено справу за статтею «спекуляція» (за незаконні операції з валютою була інша стаття, з дуже суворими санкціями) за незаконний обмін валюти. Слідчі приходять до Тетяниної мами і відкривають таємницю високих заробітків її дочки. Морально зламана мати-вчителька вчиняє самогубство, отруївшись побутовим газом у своїй квартирі. Лялька, сусідка Тані, відчуває запах газу на майданчику, вривається в квартиру, вибиває вікно, витягує матір на майданчик і безуспішно намагається її врятувати, піднявши тривогу. Вона з усіх сил марно стукає у двері до сусідів. У цей момент в Швеції Таня ніби чує цей стукіт. Вона відчуває, що сталося щось страшне. У паніці вона сідає в машину, їде до аеропорту і розбивається. Драматизм фінального епізоду посилює російська народна пісня «По диким степям Забайкалья», що є лейтмотивом фільму.

## У ролях
- Олена Яковлєва — Таня Зайцева-Ларсен
- Томас Лаустіола — Едвард Ларсен, чоловік Тані
- Лариса Мальована — Алла Сергіївна Зайцева
- Всеволод Шиловський — Микола Платонович Зайцев, батько Тані
- Інгеборга Дапкунайте — Кисуля
- Ірина Розанова — Сіма-Гуллівер (Серафима Аркадіївна)
- Любов Поліщук — Зіна Мелейко
- Анастасія Немоляєва — Лялька
- Валерій Хромушкін — Володя, профорг відділення лікарні
- Мартиньш Вілсонс — Віктор, шофер-далекобійник
- Зиновій Гердт — Борис Семенович, головлікар
- Марія Виноградова — Сергіївна, медсестра
- Борис Вельшер — Луїджі
- Ігор Вєтров — Анатолій Андрійович Кудрявцев, капітан «спецури»
- Наталія Щукіна — Наталка-Школярка
- Тетяна Агафонова — Вірка-Москвичка
- Наталія Дрожжина — матір Ляльки
- Сергій Кошонін — таксист
- Геннадій Сідоров — Женя, лейтенант «спецури»
- Ментай Утепбергенов — японець
- Сергій Бехтерєв — офіціант
- Ігор Єфімов — швейцар, колишній полковник
- Ганна Фроловцева — офіцер ВВІРу
- Марина Гайзидорська — Нефьодова